# Аюржанаева, Хажидма Бальжинимаевна
Хажидма́ Бальжинима́евна Аюржана́ева ― российская бурятская артистка, певица, Народная артистка Республики Бурятия, Заслуженный работник культуры Агинского Бурятского автономного округа, Заслуженная артистка Российской Федерации (2002), Лауреат Государственной премии Республики Бурятия (1996).

## Биография
Родилась 6 апреля 1951 года в улусе Ага-Хангил Могойтуйского района Агинского Бурятского автономного округа Читинской области.
После завершения учёбы в средней школе поступила в Улан-Удэнское музыкальное училище имени П.И. Чайковского, отделения русских народных инструментов по классу домра, которое окончила в 1971 году. 
В том же году начала работать в Бурятской государственной филармонии и была зачислена музыкантом в оркестр Государственного ансамбля песни и танца «Байкал».  
Затем увлеклась пением, уроки вокала получила у народной артистки РСФСР Чимиты Шанюшкиной.  Со временем Аюржанаева обрела концертный репертуар и через два года начала участвовать в отдельных концертах как сольная вокалистка. 
В 1977 году Аюржанаева перешла в оркестр Бурятских народных инструментов имени Чингиса Павлова Бурятского телевидения и радио. Успешно совмещала работу солистки-вокалистки и оркестрового музыканта. 
В её исполнении для фонда Бурятского радио и телевидения записаны многие песни бурятских композиторов. Принимала участие в Днях культуры и искусства Бурятии в Москве и Свердловске в 1973 году, в Киеве в 1983 году, в Новосибирске в 1987 году.
В 1986―1991 годах в составе различных творческих групп гастролировала во Франции, Японии, Нидерландах и Монголии. 
За заслуги перед искусством России и Бурятии Аюржанаевой присвоены почётные звания «Заслуженная артистка Бурятской АССР» (1988), «Народная артистка Республики Бурятия» (1993), «Заслуженный работник культуры Агинского Бурятского автономного округа» (2001),  «Заслуженная артистка Российской Федерации» (2002).
С апреля 2005 года работает в оркестре Театра песни и танца «Байкал».
Театральный критик Надежда Гончикова:

Голос певицы отличается  насыщенностью и полным звучанием, своей выразительностью.  Хажидме Аюржанаевой удаётся устанавливать хороший контакт с публикой. Её отличает огромная работоспособность, певица  с полной отдачей занимается на репетициях, добиваясь ярких красок звучания, новых граней музыкального образа.— 